# Xcas

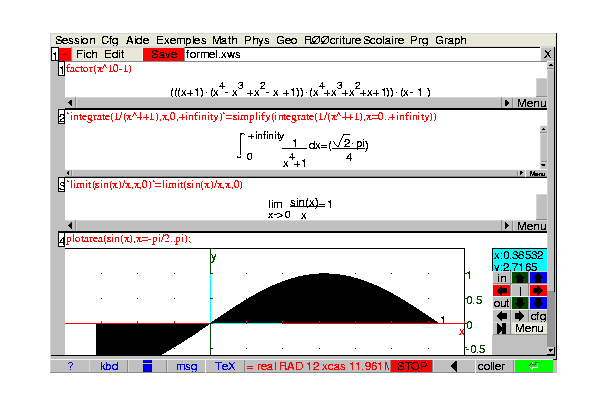
Xcas

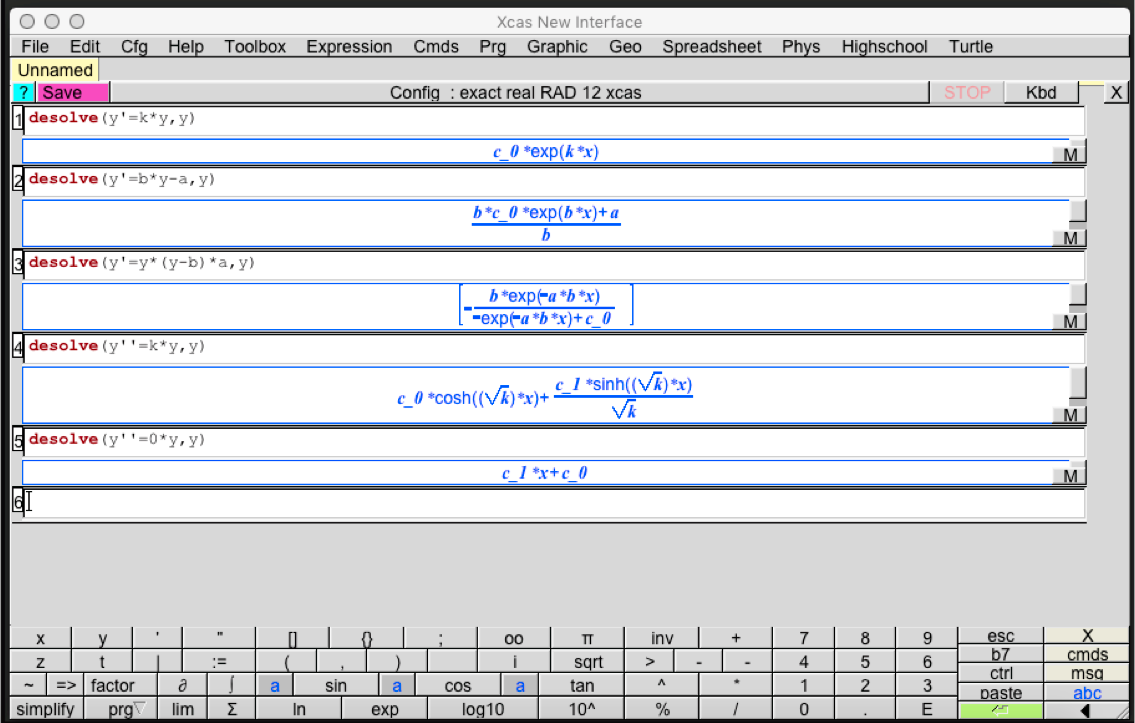
Az Xcas meg tudja oldani a differenciálegyenleteket

Az Xcas (nyílt forráskódú szoftver) matematikai alkalmazású számítógépes program (CAS). A Giac a C++ programozási nyelven készült.

## Operációs rendszerek
Microsoft Windows, Apple macOS és Linux/Unix.

## Tulajdonságok
Az Xcas képes egyenleteket megoldani és diagramokat rajzolni.

Jellemzők (részletek)
- Egyenlet: solve(egyenlet,x)
- Differenciálszámítás: diff(függvény,x)
- Integrálszámítás: int(függvény,x)
- Szeparábilis differenciálegyenlet: split((x+1)*(y-2),[x,y]) = [x+1,y-2]
- Differenciálegyenlet: desolve(y'=k*y,y)

http://www-fourier.ujf-grenoble.fr/~parisse/giac/cascmd_en.pdf

## Történet
Az Xcas és a Giac olyan nyílt forrású projektek, amelyeket Bernard Parisse 2000 óta a franciaországi Grenoble-ben (Isère), a Joseph Fourier Egyetemen vezetett. Az Xcas és a Giac az előző Erable projekt tapasztalatain alapul.